# Cell (revista)
Cell é uma revista científica revisada por pares que publica artigos de pesquisa em uma ampla gama de disciplinas dentro das ciências da vida. As áreas cobertas incluem biologia molecular, biologia celular, biologia de sistemas, células-tronco, biologia do desenvolvimento, genética e genômica, proteômica, pesquisa do câncer, imunologia, neurociência, biologia estrutural, microbiologia, virologia, fisiologia, biofísica e biologia computacional. A revista foi criada em 1974 por Benjamin Lewin e é publicada duas vezes por mês pela Cell Press, de propriedade da Elsevier.
O fator de impacto da publicação é 32,242 (2014).

## História
Benjamin Lewin fundou a Cell em janeiro de 1974, sob a égide da MIT Press. Ele então comprou o título e estabeleceu uma Cell Press independente em 1986. Em abril de 1999, Lewin vendeu a Cell Press para a Elsevier.
O recurso "Artigo do Futuro" recebeu o Prêmio PROSE de Excelência em Ciências Biológicas e da Vida de 2011, apresentado pela Divisão de Publicação Profissional e Acadêmica da Association of American Publishers.

## Fator de impacto
De acordo com a ScienceWatch, a revista foi classificada em primeiro lugar geral na categoria de periódicos de maior impacto (todos os campos) entre 1995 e 2005, com uma média de 161,2 citações por artigo. De acordo com o Journal Citation Reports, a revista tem um fator de impacto de 2020 de 41 582, classificando-a em primeiro lugar entre 298 revistas em "Bioquímica e Biologia Molecular".

## Conteúdo e recursos
Além dos artigos de pesquisa originais, 'outra seção publica prévias, resenhas, artigos analíticos, comentários, ensaios, correspondência, listas de nomenclatura atuais, glossários e diagramas esquemáticos de processos celulares. Os recursos incluem "PaperClips" (conversas curtas entre um editor da Cell e um autor explorando a lógica e as implicações dos resultados da pesquisa) e "PaperFlicks" (resumos em vídeo de um artigo da Cell).

## Disponibilidade
O conteúdo com mais de 12 meses é de livre acesso, a partir da edição de janeiro de 1995.